# Cynthia Zamorano
Cynthia Patricia Zamorano Cavalcante (Olinda, 31 de janeiro de 1975), mais conhecida como Cyz, é uma produtora, cantora e compositora brasileira.

## Biografia

### Carreira musical
Pernambucana de Olinda, desde seus quinze anos é interessada pela música eletrônica.
Em 1997, decidiu inserir a música eletrônica em suas composições. Despontou sua carreira na Europa. Lá, Cyz compôs, cantou e produziu o disco Precyz, que foi considerado pela revista britânica Straight No Chaser como um dos melhores discos do ano de 2001.
Decidindo avançar com um projeto solo, trabalhou com um grupo de músicos e produtores em estúdios no Recife, São Paulo, Rio de Janeiro e Lisboa, e lançou o álbum solo Littlefishdublongwatersamba em 2004. Este álbum autobiográfico tem participações de Gilberto Gil, Sérgio Cassiano, DJ Dolores, Zeca Baleiro, FusionLab, Fred 04, Kalaf, Tó Ricciardi, Miguel Guia, Maciel Salú, Cila do Coco e outros. Estes dois álbuns foram lançados pelo selo Nylon – Off the Record, distribuídos na Europa e no Japão, assim como músicas inéditas em várias compilações.[carece de fontes?]
Cyz é conhecida por fazer associações sonoras entre os ritmos populares brasileiros com sotaque pernambucano, como em suas colaborações com os produtores internacionais Swag e Howie B (U2 e Björk).

### Jurada
Cyz também ficou conhecida como jurada do talent show musical Ídolos, exibido pelo SBT em 2006 e 2007; posteriormente nas duas primeiras temporadas do programa Astros, exibido pelo mesmo canal de 2008 a 2009, e também pelo programa Qual é o Seu Talento?, transmitido também pelo SBT, de 5 de janeiro de 2009 a 9 de janeiro de 2012.
A jurada integrou o corpo de jurados da nova geração do programa Astros, exibido pelo SBT até o início de 2013, e em 2014, entrou para o corpo de jurados do programa Esse Artista Sou Eu, juntamente com Thomas Roth e Miranda.

### Vida pessoal
É mãe de Yara e Tomaz.

## Discografia
- 2001 - Precyz
- 2004 - Littlefishdublongwatersamba